# FC VSS Košice
Maillots
Le FC VSS Košice était un club slovaque de football basé à Košice. Fondé en 1924, le club disparaît en 2017 laissant la place à un nouveau club créé en 2018, le FC Košice.

## Histoire
| Nom du club                  | Période   |
| ---------------------------- | --------- |
| TJ Spartak VSS Košice        | 1952–56   |
| TJ Spartak Košice            | 1956–57   |
| TJ Jednota Košice            | 1957–62   |
| TJ VSS Košice                | 1962–79   |
| ZŤS Košice                   | 1979–90   |
| ŠK Unimex Jednota VSS Košice | 1990–92   |
| 1. FC Košice                 | 1992–04   |
| MFK Košice                   | 2005–15   |
| FC VSS Košice                | 2015–2017 |

Logo du MFK Košice

Note: Le club a joué la saison 2004-2005 en tant que réserve du FC Steel Trans Ličartovce.

## Bilan sportif

### Palmarès
- Championnat de Slovaquie (2)
  - Champion : 1997, 1998
  - Vice-champion : 1995, 1996, 2000

- Coupe de Slovaquie (5)
  - Vainqueur : 1973, 1980, 1993, 2009, 2014
  - Finaliste : 1998, 2000

- Supercoupe de Slovaquie (1)
  - Vainqueur : 1997
  - Finaliste : 1998, 2009 et 2014

- Championnat de Tchécoslovaquie
  - Vice-champion : 1971

- Coupe de Tchécoslovaquie (1) 
  - Vainqueur : 1993
  - Finaliste : 1964, 1973, 1980

### Bilan européen
Légende
- Victoire ou qualification pour le tour suivant
- Match nul
- Défaite ou élimination de la compétition

Note : dans les résultats ci-dessous, le score du club est toujours donné en premier.
| Saison    | Compétition         | Tour                | Club                | Domicile | Extérieur | Total     |
| --------- | ------------------- | ------------------- | ------------------- | -------- | --------- | --------- |
| 1971-1972 | Coupe UEFA          | 32es de finale      | Spartak Moscou      | 2 - 1    | 0 - 2     | 2 - 3     |
| 1973-1974 | Coupe UEFA          | 32es de finale      | Budapest Honvéd     | 1 - 0    | 2 - 5     | 3 - 5     |
| 1993-1994 | Coupe des coupes    | Tour préliminaire   | Žalgiris Vilnius    | 2 - 1    | 1 - 0     | 3 - 1     |
| 1993-1994 | Coupe des coupes    | Seizièmes de finale | Beşiktaş JK         | 2 - 1    | 0 - 2     | 2 - 3     |
| 1995      | Coupe Intertoto     | Groupe 10           | Wimbledon FC        | 1 - 1    | N/A       | Deuxième  |
| 1995      | Coupe Intertoto     | Groupe 10           | Beitar Jérusalem    | N/A      | 5 - 3     | Deuxième  |
| 1995      | Coupe Intertoto     | Groupe 10           | Sporting Charleroi  | 3 - 2    | N/A       | Deuxième  |
| 1995      | Coupe Intertoto     | Groupe 10           | Bursaspor           | N/A      | 1 - 1     | Deuxième  |
| 1995-1996 | Coupe UEFA          | Tour préliminaire   | Újpest FC           | 0 - 1    | 1 - 2     | 1 - 3     |
| 1996-1997 | Coupe UEFA          | Premier tour Q      | Teuta Durrës        | 2 - 1    | 4 - 1     | 6 - 2     |
| 1996-1997 | Coupe UEFA          | Deuxième tour Q     | Celtic FC           | 0 - 0    | 0 - 1     | 0 - 1     |
| 1997-1998 | Ligue des champions | Premier tour Q      | ÍA Akranes          | 3 - 0    | 1 - 0     | 4 - 0     |
| 1997-1998 | Ligue des champions | Deuxième tour Q     | Spartak Moscou      | 2 - 1    | 0 - 0     | 2 - 1     |
| 1997-1998 | Ligue des champions | Groupe B            | Manchester United   | 0 - 3    | 0 - 3     | Quatrième |
| 1997-1998 | Ligue des champions | Groupe B            | Juventus FC         | 0 - 1    | 2 - 3     | Quatrième |
| 1997-1998 | Ligue des champions | Groupe B            | Feyenoord Rotterdam | 0 - 1    | 0 - 2     | Quatrième |
| 1998-1999 | Ligue des champions | Premier tour Q      | Cliftonville FC     | 8 - 0    | 5 - 1     | 13 - 1    |
| 1998-1999 | Ligue des champions | Deuxième tour Q     | Brøndby IF          | 0 - 2    | 1 - 0     | 1 - 2     |
| 1998-1999 | Coupe UEFA          | 32es de finale      | Liverpool FC        | 0 - 3    | 0 - 5     | 0 - 8     |
| 2000-2001 | Coupe UEFA          | Tour préliminaire   | Ararat Erevan       | 1 - 1    | 3 - 2     | 4 - 3     |
| 2000-2001 | Coupe UEFA          | 64es de finale      | Grazer AK           | 2 - 3    | 0 - 0     | 2 - 3     |
| 2009-2010 | Ligue Europa        | Troisième tour Q    | FK Slavija          | 3 - 1    | 2 - 0     | 5 - 1     |
| 2009-2010 | Ligue Europa        | Troisième tour Q    | AS Rome             | 3 - 3    | 1 - 7     | 4 - 10    |
| 2014-2015 | Ligue Europa        | Deuxième tour Q     | Slovan Liberec      | 0 - 1    | 0 - 3     | 0 - 4     |